# Ranunculus paludosus
Ranunculus paludosus là một loài thực vật có hoa trong họ Mao lương. Loài này được Poir. miêu tả khoa học đầu tiên năm 1789.

## Hình ảnh

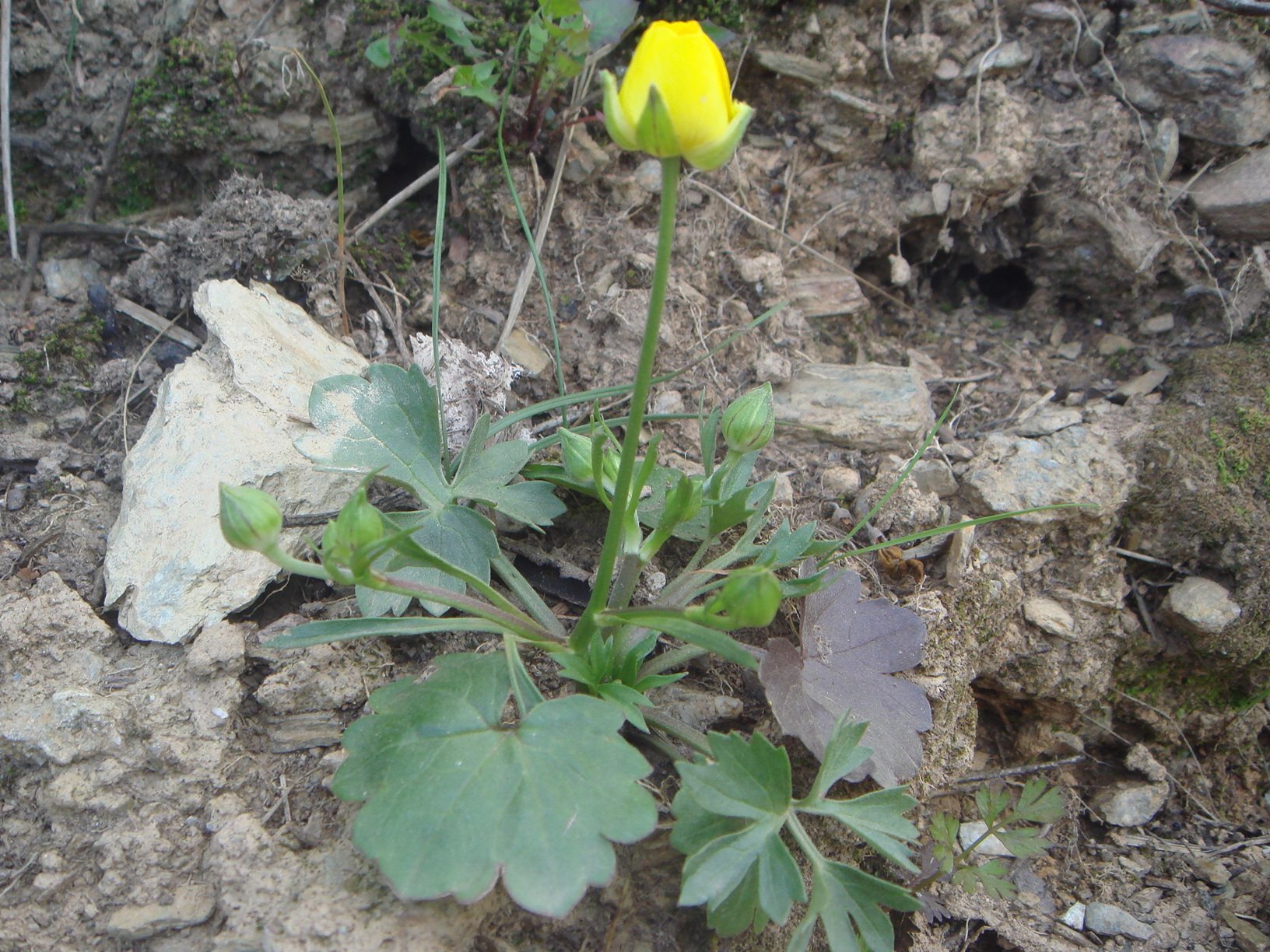
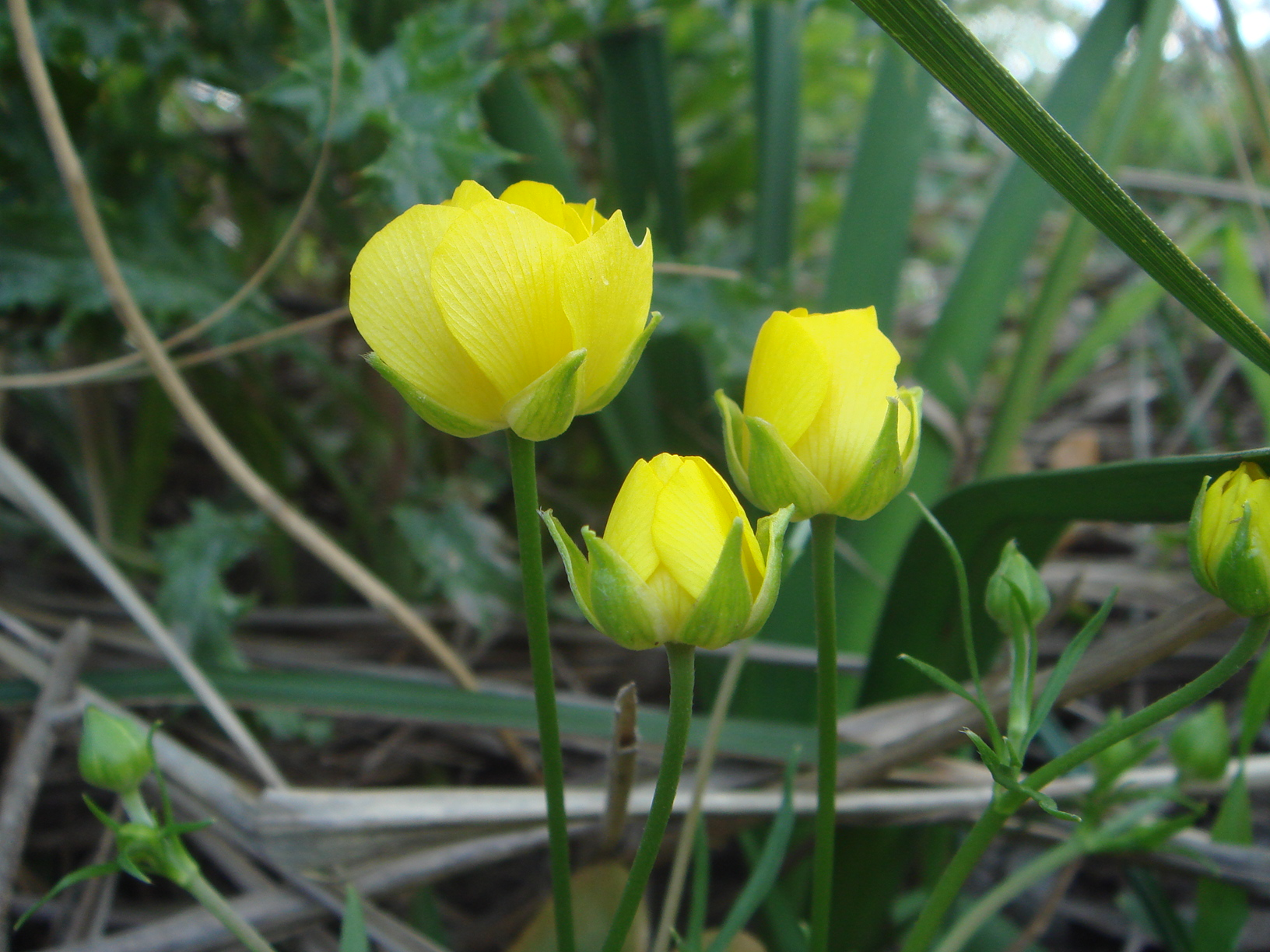